# Епархия Порт-Виктории
Епархия Порт-Виктория (лат. Dioecesis Portus Victoriae o Seychellarum) — епархия Римско-Католической Церкви, расположенная на Сейшельских островах с центром в городе Виктория, остров Маэ, Сейшельские острова.

## История
Впервые представитель Католической церкви прибыл на Сейшельские острова 1 марта 1851 года. 
В 1852 году Ватикан образовал Апостольскую префектуру Сейшеллов, отделившуюся от епархии Порт-Луи. В 1880 году Апостольская префектура Сейшеллов повысила свой статус на Апостольский викариат Сейшеллов, который 14 июля 1892 года был преобразован в епархию Порт-Виктория.

## Ординарии епархии
- Jean-Pierre-Ignace Galfione OFM [1]  (1863 — 19.12.1881);
- Шарль-Жак Муар OFMCap (8.08.1882 — 8.1888) - назначен епископом Лахора;
- Marc Hudrisier, C.S.Sp. (2.09.1890 — 6.01.1910);
- Бернардин Томас Эдвард Кларк O.F.M.Cap. (18.06.1910 — 26.09.1915);
- Georges-Jean-Damascène Lachavanne, C.S.Sp. (13.04.1916 — 24.07.1920);
- Louis-Justin Gumy, O.F.M. (10.03.1921 — 9.01.1934);
- Aloys Ernest Joye, O.F.M. (9.01.1934 — 4.06.1936);
- Marcel Olivier Maradan, O.F.M. (17.06.1937 — 6.10.1972);
- Félix Paul (17.03.1975 — 30.05.1994);
- Xavier-Marie Baronnet, S.J. (3.03.1995 — 1.06.2002);
- Denis Wiehe, C.S.Sp. (с 01.06.2002 — 10.09.2020, в отставке);
- Alain Harel (10.09.2020 — по настоящее время).

## Источник
- Annuario Pontificio, Libreria Editrice Vaticana, Città del Vaticano, 2003, ISBN 88-209-7422-3